# 송원고등학교
송원고등학교(松源高等學校)는 대한민국 광주광역시 남구 송하동에 위치한 사립 고등학교이다. 

## 학교 연혁
- 1965년 12월 30일 : 개교
- 1978년 3월 23일 : 교육학 박사 고제철 이사장 취임
- 1978년 4월 21일 : 송원고등학교로 교명 변경
- 2003년 3월 3일 : 남구 송하동 캠퍼스 이전
- 2009년 7월 15일 : 자율형 사립고 지정
- 2020년 3월 1일 : 일반고로 전환
- 2023년 2월 9일 : 제56회 졸업 200명(졸업생 연인원 21,604명)
- 2023년 7월 27일 : 제2대 경영학 박사 고경주 이사장 취임
- 2023년 9월 1일 : 서정열 교장 부임

## 참고 자료
- 송원고등학교 - 한국교육학술정보원 학교알리미